# Bouray-sur-Juine
Bouray-sur-Juine é uma comuna francesa na região administrativa da Ilha de França, no departamento de Essonne. Estende-se por uma área de 7.23 km². Em 2010 a comuna tinha 2 174 habitantes (densidade: 300,7 hab./km²).